# Urachiche
Urachiche – miasto w Wenezueli, w stanie Yaracuy.